# Мелчице-Љескове
Мелчице-Љескове (слч. Melčice-Lieskové) насељено је мјесто са административним статусом сеоске општине (слч. obec) у округу Тренчин, у Тренчинском крају, Словачка Република.

## Становништво
| Година:    | 1994. | 2004.   | 2014.   | 2024.   |
| ---------- | ----- | ------- | ------- | ------- |
| Број људи: | 1541  | 1557    | 1619    | 1713    |
| Разлика:   |       | +1,03 % | +3,98 % | +5,80 % |

| Година:    | 2023. | 2024.   |
| ---------- | ----- | ------- |
| Број људи: | 1719  | 1713    |
| Разлика:   |       | -0,34 % |

Према подацима о броју становника из 2024. године насеље је имало 1713 становника.